# Marc Pingris
Jean Marc Pingris jr. (Pozorrubio, 16 ottobre 1981) è un ex cestista filippino.

## Carriera
Con le Filippine ha disputato i Campionati mondiali del 2014 e due edizioni dei Campionati asiatici (2013, 2015).